# آل الناعري (بدبدة)

تعديل مصدري - تعديل

آل الناعري هي إحدى قرى عزلة اهل علي بمديرية بدبدة التابعة لمحافظة مأرب، بلغ تعداد سكانها 133 نسمة حسب تعداد اليمن لعام 2004.